# Le Cœur sur la main (film, 1949)
Pour les articles homonymes, voir Le Cœur sur la main.
Pour plus de détails, voir Fiche technique et Distribution.
Le Cœur sur la main est un film français, réalisé par André Berthomieu, sorti sur les écrans le 29 juin 1949.

## Synopsis
Léon Ménard, bedeau dans un village de Normandie et accordéoniste de talent, perd sa situation pour avoir rendu service à une chanteuse, Mary Pinson, en l'accompagnant à l'accordéon lors d'un de ses tours de chant. Une photo ayant été publiée dans le journal local, des bigotes crient au scandale et le voilà chassé par l'évêché.
Secrètement amoureux de Mary Pinson, il décide d'aller tenter sa chance à Paris et de la revoir. D'un humour naturel, faisant rire le public parisien, il devient rapidement populaire, pour le plus grand bonheur financier de ses associés. Crédule quant à l'amour que semble lui porter Mary Pinson, il se fera manipuler.

## Fiche technique
- Réalisation : André Berthomieu
- Scénario : André Berthomieu
- Adaptation : André Berthomieu, Paul Vandenberghe
- Dialogues : Paul Vandenberghe
- Photographie : Fred Langenfeld
- Opérateur : Marcel Franchi, assisté de Max Dulac et Jacques Chotel
- Directeur de Production : Jean Mugeli
- Son : Pierre-André Bertrand, assisté de J. Gérardot et A. Bodick
- Musique : Georges Van Parys, Chansons d'Étienne Lorin, Éditions Fortin :
  - "Sous la lune", chantée et interprétée à l'accordéon par André Bourvil
  - "Mais quand j'entends l'accordéon", chantée par Michèle Philippe, également interprétée à l'accordéon par André Bourvil
  - "Où allez-vous ?" fredonnée par Charles Lavialle
  - "Chanson anglaise", chantée par André Bourvil, également dansée par André Bourvil et une partenaire inconnue
- Décors : Raymond Nègre, assisté de Henri Sonois et Olivier Girard
- Montage : Jeannette Berton et Claude Gros
- Costumes : Les robes de M. Philippe sont de Jacques Griffe
- Assistants réalisateur : Raymond Bailly, Michel Autin, Édouard Molinaro
- Régisseur général : Fred Genty, assisté de Robert Tabouillot
- Script-girl : Andrée François
- Tournage dans les studios Paris-Studio-Cinéma de Boulogne-Billancourt et, en extérieurs, à Yvetot (Seine-Maritime), à Paris (Gare de Paris-Saint-Lazare, Rue de Lappe)
- Administrateur général : Jean-Michel Théry
- Production : Union Cinématographique Lyonnaise (UCIL)
- Laboratoire : L.T.C. Saint Cloud
- Distribution : S.R.O., puis Les Films Constellation / Distribution DVD : René Chateau vidéo (2007) et (2010)
- Box-office France : 3657951 spectateurs (1949)
- Pays de production :  France
- Format : 1 x 1,37 – 35 mm (négatif et positif) - Noir et Blanc  - Son mono  - sphérique
- Genre : Comédie dramatique
- Durée : 94 minutes
- Date de sortie : 
  - France : 29 juin 1949

## Distribution
- Bourvil : Léon Ménard, le bedeau musicien
- Michèle Philippe : Mary Pinson, la chanteuse réaliste
- Robert Berri : Alex, le manager et compagnon de Mary
- Jacques Louvigny : Monsieur Martineau, un affairiste propriétaire de boîtes de nuit
- Paul Faivre : le curé d'Yvetot
- Charles Bouillaud : Paulo, le guitariste et ami de Léon
- Blanche Denège : Augustine, la bonne du curé
- Marcelle Rexiane : Madeleine, la bonne de Mary Pinson
- Lolita de Silva : Solange, la fille du cirque
- Marcelle Monthil : Mademoiselle Aglaé, une grenouille de bénitier pleine d'aigreur
- Gabrielle Rosny : une dévote médisante
- Irène Rossi : une dévote médisante
- Pierre Ferval : Joseph, le pompier de service
- Harry Max : Monsieur Musard, le comptable du "Piano à Bretelles"
- René Hell : le chanteur qui passe avant Mary Pinson
- Charles Lavialle : l'éditeur de chansons
- Paul Derly : Raoul
- Léon Larive : le directeur du cirque Rémi
- Georges Bever : le clown du cirque
- Marcel Rouze : l'agent de police qui renseigne Léon
- Albert Broquin : le patron du café de la rue de Lappe
- Pierre Ringel : un gars
- Jacques Vertan

Non Crédités :
- Nicolas Amato : Philipot, un employé du cirque Rémi
- Fernand Blot : Rémi, le frère du directeur
- Édouard Francomme : un copain de Raoul
- Emile Genevois : un gars
- Serge Lecointe : le petit enfant de chœur
- Luong Van Yen : le manucure
- Christian Martaguet

## Autour du film
- Vers la fin du film Léon Ménard raconte sa vie à un groupe d'enfants amusés, et la compare à celle d'un « ver de terre amoureux d'une étoile » (citation de Ruy Blas). Un directeur de cirque ému l'engage comme clown. Charlie Chaplin avait évoqué un thème analogue d'un clown amoureux d'une artiste dans Le Cirque (1928), il reprendra ce thème dans Les Feux de la rampe en 1952[1] , après le film avec Bourvil. André Claveau chante deux petits chaussons en évoquant le film avec pour paroles c'est l'histoire banale de ce ver de terre amoureux d'une étoile.